# Zana Allée
Zana Allée (àrab: زانا علي, Zānā ʿAlī) (nascut l'1 de març de 1994) és un futbolista professional francès d'origen kurd iraquià que juga com a migcampista pel Stade Briochin.

## Carrera

### Stade Rennais
El 10 d'agost de 2013 Zana va debutar amb el primer equip de l'Stade Rennais contra l'Stade de Reims. L'Stade Rennais va guanyar per 2–1 i Zana hi va jugar 54 minuts.

### AC Ajaccio
El 4 d'agost de 2015, Allée va fitxar per l'Ajaccio amb un contracte per dos anys.